# 田中相
田中 相（たなか あい）は、日本の漫画家。2010年に講談社の第1回「スーパーキャラクターコミック大賞」を受賞。

## 作品リスト

### 漫画
- 地上はポケットの中の庭（『BE・LOVE』、2011年）
- 誰がそれを -田中相短篇集-（『BE・LOVE』、2012年）
- 千年万年りんごの子（『ITAN』、2012年 - ）
- その娘、武蔵（『ITAN』、2015年 - ）
- LIMBO THE KING（『ITAN』、2017年 - 2019年）
- 天狗の台所（『月刊アフタヌーン』2021年11月号[2] - ）

### イラスト・挿絵
- 魚住直子 大盛りワックス虫ボトル（2011年、YA!ENTERTAINMENT）